# Heudister mieni
Heudister mieni är en skalbaggsart som beskrevs av Cooman 1940. Heudister mieni ingår i släktet Heudister och familjen stumpbaggar. Inga underarter finns listade i Catalogue of Life.